# Battaglia di al-Hira
La battaglia di al-Ḥīra (in arabo معركة الحيرة‎?, Maʿrakat al-Ḥīra) fu combattuta tra Sasanidi e il califfato dei Rashidun nel 633. Fu una delle prime battaglie della conquista islamica della Persia.

## Contesto
La città lakhmide di al-Ḥīra, nota per la sua grandezza e benessere, era la capitale di un regno arabo infeudato all'Impero sasanide.. I suoi abitanti, arabi per lo più cristiani, pattugliavano per conto di Ctesifonte il deserto, venendo per questo sovvenzionati dai Sasanidi. Secondo lo storico dell'antica Roma Procopio, i Lakhmidi erano "esperti di guerra, (e) assolutamente leali nei confronti dei Persiani", almeno fino al 608, anno in cui Ctesifonte mise fine, per fatti banalmente personali dello Shāhanshāh, alla loro ampia autonomia, imponendo un governatore (marzbān). Durante il califfato di Abū Bakr, Khālid b. al-Walīd inviò al Califfo una missiva in cui diceva: "la conquista di al-Ḥīra e Kufa è assicurata".
Nel maggio del 633, gli Arabi musulmani, al comando di Khālid b. al-Walīd, attaccarono la città a dispetto delle sue difese murarie e dell'uso da parte lakhmide di proiettili contro gli aggressori. 
Il combattimento fu di breve durata e i cittadini di quella che era stata la capitale lakhmide si arresero rapidamente e inviarono donativi a Khālid b. al-Walīd per ingraziarselo.  In seguito, cinque palazzi (o castelli, quṣūr) superbamente adornati caddero nelle mani dei musulmani dopo essersi arresi a dopo aver acconsentito a pagare tributo.  Gli abitanti non si opposero nemmeno a mandare loro uomini ad agire come spie ai danni dei Sasanidi, esattamente come avevano fatto prima di loro gli abitanti di Ullays.